# On Purpose (canción de Sabrina Carpenter)
«On Purpose» es una canción del segundo álbum de estudio de la cantante estadounidense y actriz Sabrina Carpenter, EVOLution. La canción fue lanzada como el sencillo principal del álbum el 29 de julio de 2016, después de su anterior sencillo "Smoke and Fire". Carpenter presentó por primera vez "On Purpose" en Kidtopia a finales de marzo de 2016". Es una canción pop con elementos de House y Electropop.

## Producción
En agosto de 2015, se informó que Carpenter había comenzado su segundo álbum de estudio. [2] Originalmente, "Smoke and Fire" fue el sencillo principal de su álbum, pero posteriormente fue eliminado de la lista de temas. Cuando un fan le preguntó por Twitter por qué la había quitado, dijo que su "evolución" vino después de la canción. El 22 de julio, Carpenter lanzó la única portada en Twitter. [4]

## Video musical
El Video musical de "On Purpose" fue lanzado el 12 de agosto de 2016, y desde el 23 de octubre de 2016, tiene más de 6 millones de visitas en su canal de Vevo en YouTube. El video fue filmado en Londres y en Madrid y estuvo dirigido por James Miller. Cuenta con Carpenter en varios lugares de la Ciudad caminando y bailando.

## Presentaciones en vivo
Sabrina Carpenter presentó por Primera vez el sencillo en uno de los conciertos de Sabrina Carpenter Summer Tour en 2016. En octubre de este año Sabrina presentaría la canción en vivo en el iHeartRadio en un concierto especial donde Sabrina interpretó temas de su álbum debut Eyes Wide Open como "We'll Be the Stars", "Can't Blame a Girl for Trying" y canciones de su segundo álbum EVOLution como "Run and Hide" y "All We Have Is Love".

## Posicionamiento en listas

### Semanales
| País           | Lista                          | Mejor posición |
| -------------- | ------------------------------ | -------------- |
| Estados Unidos | Twitter Top Track Songs        | 14             |
| Estados Unidos | Dance Club Songs               | 35             |
| Estados Unidos | Bubbling Under Hot 100 Singles | 15             |

- Datos: Q27655640